# Danh sách cầu thủ tham dự giải vô địch bóng đá U-18 châu Âu 1980
Các cầu thủ in đậm từng thi đấu cho đội tuyển quốc gia.

## Bảng A

### Hungary
Huấn luyện viên:

### Ý
Huấn luyện viên:

### Na Uy
Huấn luyện viên:

### Tây Ban Nha
Huấn luyện viên:

## Bảng B

### Bulgaria
Huấn luyện viên:

### Đông Đức
Huấn luyện viên:

### Pháp
Huấn luyện viên:

### Hà Lan
Huấn luyện viên:

## Bảng C

### Phần Lan
Huấn luyện viên:

### Tây Đức
Huấn luyện viên:

### Ba Lan
Huấn luyện viên:  Henryk Apostel

| Số | VT | Cầu thủ              | Ngày sinh (tuổi)            | Trận | Bàn | Câu lạc bộ          |
| -- | -- | -------------------- | --------------------------- | ---- | --- | ------------------- |
|    | TM | Robert Gaszyński     | 9 tháng 9, 1961 (18 tuổi)   |      |     | Wisła Kraków        |
|    | TM | Janusz Przybyłka     | 11 tháng 4, 1962 (18 tuổi)  |      |     | Polonia Bytom       |
|    | TM | Jerzy Zajda          | 19 tháng 5, 1963 (16 tuổi)  |      |     | Zagłębie Wałbrzych  |
|    | HV | Jerzy Matys          | 22 tháng 11, 1961 (18 tuổi) |      |     | Śląsk Wrocław       |
|    | HV | Piotr Skrobowski     | 16 tháng 10, 1961 (18 tuổi) |      |     | Wisła Kraków        |
|    | HV | Dariusz Wdowczyk     | 25 tháng 9, 1962 (17 tuổi)  |      |     | Gwardia Warszawa    |
|    | HV | Marek Podsiadło      | 9 tháng 9, 1961 (18 tuổi)   |      |     | Cracovia Kraków     |
|    | HV | Grzegorz Wesołowski  | 12 tháng 3, 1962 (18 tuổi)  |      |     | ŁKS Łódź            |
|    | HV | Zbigniew Kaczmarek   | 1 tháng 6, 1962 (17 tuổi)   |      |     | Stoczniowiec Gdańsk |
|    | TV | Mirosław Pękala      | 15 tháng 10, 1961 (18 tuổi) |      |     | Śląsk Wrocław       |
|    | TV | Waldemar Matysik     | 22 tháng 9, 1961 (18 tuổi)  |      |     | Górnik Zabrze       |
|    | TV | Ryszard Liszka       | 23 tháng 11, 1961 (18 tuổi) |      |     | Cracovia Kraków     |
|    | TV | Ryszard Tarasiewicz  | 27 tháng 4, 1962 (18 tuổi)  |      |     | Śląsk Wrocław       |
|    | TV | Piotr Rzepka         | 13 tháng 9, 1961 (18 tuổi)  |      |     | Gwardia Koszalin    |
|    | TV | Paweł Karaś          | 14 tháng 1, 1962 (18 tuổi)  |      |     | Siarka Tarnobrzeg   |
|    | TV | Jerzy Kowalik        | 15 tháng 10, 1961 (18 tuổi) |      |     | Wisła Kraków        |
|    | TĐ | Erwin Koźlik         | 4 tháng 2, 1962 (18 tuổi)   |      |     | Górnik Zabrze       |
|    | TĐ | Dariusz Dziekanowski | 30 tháng 9, 1962 (17 tuổi)  |      |     | Gwardia Warszawa    |
|    | TĐ | Marek Siwa           | 17 tháng 8, 1961 (18 tuổi)  |      |     | Pogoń Szczecin      |
|    | TĐ | Mirosław Makurat     | 16 tháng 12, 1961 (18 tuổi) |      |     | Arka Gdynia         |

### România
Huấn luyện viên:

## Bảng D

### Anh
Huấn luyện viên:

### Bắc Ireland
Huấn luyện viên:

### Bồ Đào Nha
Huấn luyện viên: Jesualdo Ferreira

| Số | VT | Cầu thủ         | Ngày sinh (tuổi)            | Trận | Bàn | Câu lạc bộ         |
| -- | -- | --------------- | --------------------------- | ---- | --- | ------------------ |
|    | TM | Carlos Ferreira | 21 tháng 10, 1962 (17 tuổi) |      |     | Sporting           |
|    | TM | Vítor Nóvoa     | 17 tháng 8, 1962 (17 tuổi)  |      |     | FC Porto           |
|    | HV | João Pinto      | 21 tháng 11, 1961 (18 tuổi) |      |     | FC Porto           |
|    | HV | Dito            | 18 tháng 1, 1962 (18 tuổi)  |      |     | Braga              |
|    | HV | Carlos Pereira  | 25 tháng 12, 1962 (17 tuổi) |      |     | Benfica            |
|    | TV | Jaime Magalhães | 10 tháng 7, 1962 (17 tuổi)  |      |     | FC Porto           |
|    | TV | Carlos Xavier   | 26 tháng 1, 1962 (18 tuổi)  |      |     | Sporting           |
|    | TV | Mário Jorge     | 24 tháng 8, 1961 (18 tuổi)  |      |     | Sporting           |
|    | TV | Toni            | 20 tháng 4, 1962 (18 tuổi)  |      |     | Benfica            |
|    | TV | Quinito         | 8 tháng 9, 1961 (18 tuổi)   |      |     | FC Porto           |
|    | TV | João António    | 1 tháng 9, 1961 (18 tuổi)   |      |     | Benfica            |
|    | TV | Pacheco         | 26 tháng 1, 1963 (17 tuổi)  |      |     | Benfica            |
|    | TV | Paulo Padinha   | 9 tháng 11, 1962 (17 tuổi)  |      |     | Benfica            |
|    | TV | Nélson Santos   | 17 tháng 3, 1963 (17 tuổi)  |      |     | Benfica            |
|    | TĐ | Fernando Cruz   | 29 tháng 4, 1962 (18 tuổi)  |      |     | Vitória de Setúbal |
|    | TĐ | José Coelho     | 5 tháng 8, 1961 (18 tuổi)   |      |     | FC Porto           |

### Nam Tư
Huấn luyện viên: